# Лавандовый брак
Лавандовый брак (англ. lavender marriage) — фиктивный брак между двумя людьми разного пола, при котором один или оба партнёра являются гомосексуалами или бисексуалами. 

## Причины заключения брака
Такой брак может заключаться с целью «прикрытия» своей истинной сексуальной ориентации для избежания социальной стигматизации или проблем с родственниками, а также для заведения «традиционной семьи», заключаться с целью продвижения по карьерной лестнице или приобретения определённых льгот, положенных государством для состоящих в браке граждан. Супруги гомосексуалов в таком браке на гей-сленге называются «бородой» (англ. beard) или «чайками». Процент разводов в «лавандовых браках» довольно велик.
Одной из важнейших причин, побуждающих гомосексуальных людей вступать в разнополые браки, является желание иметь семью и детей. Другим фактором является интернализованная (внутренняя) гомофобия и «желание стать нормальным».
В лавандовом браке часто развиваются гармоничные отношения между супругами, основанные на дружбе и платонической любви. Некоторые гомосексуалы, решившие заключить лавандовый брак, сообщают о своей ориентации будущим мужьям и жёнам до свадьбы, другие — уже после. При этом, узнав о гомосексуальных похождениях супруга на стороне, люди могут чувствовать себя обманутыми и тяжело переживать по этому поводу. Многие гетеросексуальные люди, однако, вступают в браки с гомосексуалами противоположного пола совершенно осознанно. После рождения детей для многих из женатых гомосексуалов становится большой проблемой совершение каминг-аута перед собственными детьми.